# Ægissíðufoss
De Ægissíðufoss is een waterval in het zuidwesten van IJsland. De Ytri-Rangá stroomt vlak ten westen van Hella in een vlak landschap richting het zuiden. Ongeveer 3 kilometer stroomafwaarts ligt in deze rivier de Ægissíðufoss. De waterval is vernoemd naar de boerderij Ægissíða waar in vroeger tijden een doorwaadbare plaats in de rivier lag. Een aantal kilometers stroomopwaarts ligt de Árbæjarfoss.